# Karl Frik
Karl Frik (* 30. November 1878 in Schwäbisch Hall; † 1. Oktober 1944 in Berlin) war ein deutscher Röntgenologe.

## Leben
Nach Studium und Promotion an der Kaiser-Wilhelm-Akademie für das militärärztliche Bildungswesen begann er eine militärärztliche Laufbahn. Von 1905 bis 1910 war er Truppenarzt der Schutztruppe in Deutsch-Südwestafrika. Am Ersten Weltkrieg nahm er als Sanitätsoffizier teil.
1920 schied er aus der Reichswehr aus und ging an die I. Medizinische Klinik der Charité der Universität Berlin. Hier übernahm er 1923 die Röntgenabteilung. 1924 wurde er zum Direktor des Werner-Siemens-Instituts für Röntgenforschung am Krankenhaus Moabit ernannt. Seit 1933 wirkte er als Honorarprofessor.
1939 wurde er Ordinarius für Röntgenologie und Radiologie an der Universität Berlin und übernahm zugleich die Leitung des neugegründeten Instituts für Röntgenologie, Radiologie und strahlentherapeutische Klinik an der Charité.
Im gleichen Jahr erhielt er die Hermann-Rieder-Medaille der Deutschen Röntgengesellschaft. Er behandelte Krebsleiden durch Röntgenstrahlen. Über therapeutische und diagnostische Fragen der Röntgenologie veröffentlichte er zahlreiche Arbeiten. 1926 gründete er das "Zentralblatt für die gesamte Radiologie". Für seine erfolgreichen Bemühungen um das akademische Ansehen der Röntgenologie dankte ihm die Deutsche Röntgengesellschaft mit der Ernennung zum Ehrenvorsitzenden.

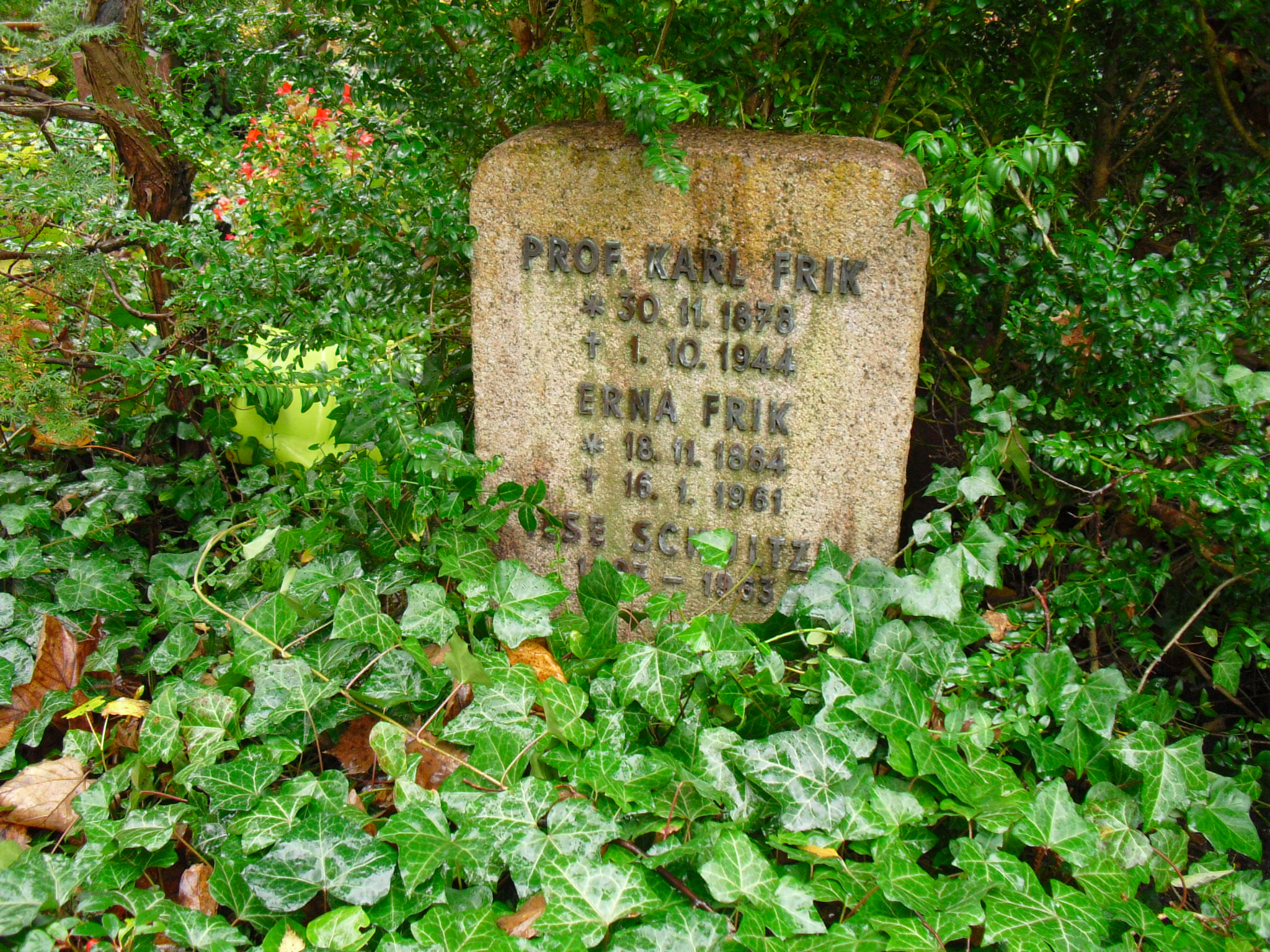
Grab von Karl Frik auf dem Friedhof Heerstraße in Berlin-Westend

Karl Frik starb am 1. Oktober 1944 im Alter von 65 Jahren in Berlin. Er wurde zunächst auf dem Südwestkirchhof Stahnsdorf bei Berlin beigesetzt. Später erfolgte die Umbettung der Urne auf den Friedhof Heerstraße im heutigen Berliner Ortsteil Westend (Grablage: II-W-14/U-7). Er ruht dort an der Seite seiner Gattin Erna geb. Schultze (1884–1961).
Er war der Vater des Röntgenologen Wolfgang Frik (1918–1994).

## Schriften
- Die Abhängigkeit der Erregbarkeit des peripherischen Nerven vom Sauerstoff. Berlin 1904 (Dissertation)
- Röntgenkunde in Einzeldarstellungen. 3 Bände., Berlin 1928–1931 (mit Hans Heinrich Berg).
- Jahresbericht Radiologie des Zentralblattes für die gesamte Radiologie. 13 Bände. 1928–1940.